# جوني هانسن (لاعب كرة قدم مواليد 1972)
جوني هانسن (بالنرويجية البوكمول: Jonny Hanssen)‏ هو لاعب كرة قدم نرويجي في مركز الوسط، ولد في 13 ديسمبر 1972 في نارفيك في النرويج. شارك مع منتخب النرويج لكرة القدم. أما مع النوادي، فقد لعب مع آرهوس جمناستيك فورينينغ وترومسو إيدريتسلاغ ونادي لين.

## وصلات خارجية
- جوني هانسن (لاعب كرة قدم مواليد 1972) على موقع اتحاد النرويج (النرويجية)
- جوني هانسن (لاعب كرة قدم مواليد 1972) على موقع قاعدة بيانات كرة القدم.إي يو (الإنجليزية)
- جوني هانسن (لاعب كرة قدم مواليد 1972) على موقع ناشيونال فوتبول تيمز (الإنجليزية)